# Paul Dechamps
Pour les articles homonymes, voir Dechamps.
Paul Dechamps est un footballeur international belge né le 17 octobre 1921 et mort le 6 décembre 1990.
Il a joué 314 matches comme avant-centre au RFC Liège, après-guerre. Il était alors le buteur des Sang et Marine. Il inscrit 224 buts en 10 saisons de championnat. L'équipe liégeoise est championne de Belgique en 1952 et 1953. L'attaque était alors complétée par José Moes et Pol Anoul.
Il est inhumé au cimetière de Dieupart à Aywaille.

## Palmarès
- Champion de Belgique en 1952 et 1953 avec le RFC Liège